# 世界棒球12強賽
世界棒球12強賽（英語：WBSC Premier 12），簡稱棒球12強賽、12強賽和12強，是世界棒壘球聯盟所舉辦的國際棒球賽事。世界棒壘球聯盟因應世界盃棒球賽於2011年走入歷史，世界性的頂級棒球賽事僅存世界棒球經典賽，特別於相鄰兩屆的世界棒球經典賽中間新創此項賽事，使頂級賽會的間隔期間不至於過長。由於兩項賽事皆為四年一屆，自2013年起，世界棒球經典賽與世界棒球12強賽每兩年交替舉行一次。第一屆於2015年11月於台灣及日本舉行；第二屆於2019年11月於台灣、墨西哥、韓國舉行預賽，日本舉行決賽；因嚴重特殊傳染性肺炎疫情影響，第三屆延後一年於2024年11月於台灣、墨西哥及日本舉行，每屆有12隊參賽。
本項賽事為首度採用世界棒壘球聯盟棒球世界排名作為決定參賽隊伍機制的賽事，由比賽年度前一年的年終排名1～12名隊伍獲得該屆參賽資格。這項制度是為了確保此賽事可以由世界排名頂級的國家和地區參賽，此外也鼓勵各隊能更加積極地投入其他攸關排名的比賽。

## 概要
在美國職棒大聯盟所主辦的世界棒球經典賽成為最受重視的國際棒球大賽後，原IBAF所舉行的世界盃棒球賽及洲際盃棒球賽的影響力卻遠遠不及，最後決定停辦，改由四年一度的比賽接替，時間則選擇世界棒球經典賽的中間年度。賽事選出世界上頂尖的12個國家和地區參與，但和當初世界盃棒球賽，參賽隊伍主要以業餘球員組成不同，而以職業球員作為主體。
雖然各國家和地區職棒聯盟均會讓所屬的職業球員參賽，但美國職棒大聯盟至今仍傾向於不參加。若最後真如此，此項賽事等級將類似過去兩屆的奧運棒球，且規模明顯更大（隊數更多、透過更合理的參賽資格制度），但不及經典賽。
首屆在2015年11月舉行，並規劃為奧運棒球資格賽，如棒球重返2020年東京奧運；2019年第二屆比賽將為東京奧運資格賽。
該賽事名稱原一度被改為「IBAF Super 12」，不過後來已被改正。

## 參賽隊伍
此賽事的參加隊伍將根據當時最新WBSC世界排名的排行前12名國家和地區參加。
2027年第四屆起，賽制將擴編為16隊參賽並增加資格賽；由排行第13–18名之球隊及2支外卡球隊，於資格賽中爭取其餘4個參賽名額。

## 歷屆賽事結果
| 年分   | 決賽地點 |            | 決賽 | 決賽   | 決賽     |            | 銅牌賽（四強） | 銅牌賽（四強） | 銅牌賽（四強） |
| 年分   | 決賽地點 | 冠軍       | 比數 | 亞軍   | 季軍     | 比數       | 殿軍           |                |                |
| 2015年 | 日本東京 | ·          | 8–0  | · 美国 | · 日本   | 11–1 (F/7) | · 墨西哥       |                |                |
| 2019年 | 日本東京 | · 日本     | 5–3  | ·      | · 墨西哥 | 3–2 (F/10) | · 美国         |                |                |
| 2024年 | 日本東京 | · 中華臺北 | 4–0  | · 日本 | · 美国   | 6–1        | · 委內瑞拉     |                |                |

### 獎牌榜
| 排名 | 國家或地區 | 冠軍 | 亞軍 | 季軍 | 殿軍 | 總計 |
| ---- | ---------- | ---- | ---- | ---- | ---- | ---- |
| 1    | 日本       | 1    | 1    | 1    | 0    | 3    |
| 2    |            | 1    | 1    | 0    | 0    | 2    |
| 3    | 中華臺北   | 1    | 0    | 0    | 0    | 1    |
| 4    | 美国       | 0    | 1    | 1    | 1    | 3    |
| 5    | 墨西哥     | 0    | 0    | 1    | 1    | 2    |
| 6    | 委內瑞拉   | 0    | 0    | 0    | 1    | 1    |

## 主題音樂
- Heroic Charge（布萊斯·雅各布斯（英语：Bryce Jacobs））[7]

## 外部連結
- 世界棒球12強賽在台灣棒球維基館上的頁面（繁體中文）